# Walckenaeria torta
Walckenaeria torta là một loài nhện trong họ Linyphiidae.
Loài này thuộc chi Walckenaeria. Walckenaeria torta được Robert Bosmans miêu tả năm 1993.